# Pillérköteg

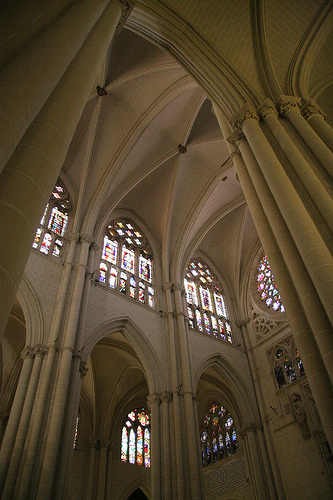
Pillérköteg a toledói katedrálisban

A pillérköteg (angolul compound pier, bundle pier, franciául pilier en faisceau) az építészetben, ott is elsősorban a középkori templomépítészetben volt használatos, a támasztóelem egy fajtája és látszólag a pillér több henger alakú elemből tevődik össze. A pillérköteg a román építészetben alakult ki és a gótikában széles körben elterjedt.